# 老君井乡
老君井乡，是中华人民共和国四川省资阳市简阳市曾经下辖的一个乡。2019年12月，撤消老君井乡，原老君井乡所属行政区域为贾家街道的行政区域。

## 行政区划
老君井乡撤销前下辖以下地区：
菜园村、桂花村、红岩村、石堰村、水口村、松林村和卧龙村。